# Слатіна-Нера
Слатіна-Нера (рум. Slatina-Nera) — село у повіті Караш-Северін в Румунії. Входить до складу комуни Саска-Монтане.
Село розташоване на відстані 352 км на захід від Бухареста, 45 км на південь від Решиці, 100 км на південь від Тімішоари.

## Населення
За даними перепису населення 2002 року у селі проживали 356 осіб, з них 348 осіб (97,8%) румунів. Рідною мовою 350 осіб (98,3%) назвали румунську.